# 장다아
장다아(본명: 장진영, 2001년 5월 5일~)는 대한민국의 배우이자 모델이다.
2023년 스타쉽엔터테인먼트의 레이블인 킹콩 By 스타쉽과 계약을 하며 연예계 활동을 시작했다. 2024년 2월 티빙 드라마 피라미드 게임의 주연을 맡아 배우로 데뷔를 했다.

## 학력
- 예원학교 무용부 (졸업)
- 서울예술고등학교 무용과 한국무용전공 (졸업)
- 이화여자대학교 신산업융합대학 체육과학부 글로벌스포츠산업전공 (졸업)

## 출연작

### 드라마
| 연도 | 방송사 | 제목             | 역할   | 비고   |
| ---- | ------ | ---------------- | ------ | ------ |
| 2024 | TVING  | 피라미드 게임    | 백하린 | 10부작 |
| 2025 | ENA    | 금쪽같은 내 스타 | 임세라 | 12부작 |

### 광고
| 연도 | 기업명       | 제품명        | 종류 |
| ---- | ------------ | ------------- | ---- |
| 2023 | 존슨앤드존슨 | 아큐브        | 렌즈 |
| 2023 | 수이스킨     | 브랜드 뮤즈   | 뷰티 |
| 2023 | 바이린샵     | 케네스 레이디 | 패션 |

## 수상 목록
- 2024년 아시아 아티스트 어워즈 여자 신인상

### 참조주
1. ↑  이승훈 (2023년 4월 7일). “[단독]장원영 친언니, 전격 연예계 데뷔”. 스타뉴스.
2. ↑  김하영 (2023년 5월 25일). “[공식] ‘장원영 친언니’ 장다아, 배우 데뷔”. 스포츠경향.
3. ↑  안병길 (2023년 6월 1일). “장다아 ‘피라미드 게임’ 캐스팅”. 스포츠경향.